# Granny (видео-игра)
Granny је инди игра хорор преживљавања из 2017. коју је развио и објавио Денис Вукановић, под именом DVloper, као спин-оф његове раније серије Slendrina. У игри је неименовани протагониста заробљен у кући, у који треба да решава загонетке, а избегава да титуларни антагонист баке изађе из куће у временском периоду од само пет или шест дана.
Рецензије за Granny су биле позитивне, што је похвалило његову напету атмосферу и игру, али су неки критиковали њену графику. Најновије ажурирање које је игра добила била је верзија 1.8, Андроид је ажуриран 23. новембра 2022. и IOS је ажуриран 24. новембра 2022.

## Играње
Игра је усредсређена на коришћење различитих предмета у периоду од само пет (или шест, ако је слагалица са сликом завршена) дана да се побегне из куће док се избегава активна претња ухођења. Играч може побећи скидањем браве на улазним вратима, поправком аутомобила у гаражи, или скидањем брава са врата трезора на канализационом тунелу. Све ово захтева другачији сет предмета.
Играч има опцију да бира између 5 потешкоћа: Вежба, где бака није код куће; Лако, нормално, тешко и екстремно. У свакој тешкоћи, осим Вежбе, више брава се појављује на улазним вратима, а бака постаје бржа. Подови почињу да шкрипе у и након "Нормалног" режима. Постоје и друге опције за укључивање: Ноћна мора (која мења музику и текстуре игре), Додатне Браве и Тама. У Ноћној мори, спектрални пацови се појављују око куће који упозоравају баку, а и Додатне Браве и Тама су присиљени на "Екстремном" режиму.
Бака лута по кући у потрази за играчем, користи сваки звук који направи у своју корист и поставља замке за медведе како би ометала напредовање играча. Ако је ухваћен, бака ће онесвестити играча, чиме се завршава тренутни дан и прелази на следећи, што га враћа у главну спаваћу собу. Играча такође може избећи неколико других опасности по животну средину које се налазе током игре, као што је бакин паук или пад са тавана. Ако је играч ухваћен последњег дана, игра се једна од пет „Game over“ сетова и играч се враћа на насловни екран. Играч се може одбранити од баке на неколико начина, као што је онесвестити је или је привремено заслепити коришћењем разних различитих замки и оружја које се може наћи у кући, попут пушке или бибер спреја.

## Прича
Заплет игре је намерно неодређен од самог почетка. У Стим верзији прве игре, почиње сценом у којој играч шета шумом пре него што га је касније напала бака. Играч се тада буди у кревету, чиме почиње игра. Према белешци пронађеној у близини подрума и доказима разбацаним по целој кући, играч није прва особа коју је бака ухватила у замку и можда није последња.
DVloper је рекао да играч нема идентитет јер жели да то буде особа која игра.
У Granny: Chapter Two, представљен је деда који је бакин муж и заснован је на ратном ветерану или можда на њему. У Стим сцени ове игре, играч лежи у почетном кревету прве игре пре него што је нокаутиран и одвезен у дедину кућу.
У Granny 3, обе платформе имају сцену у којој играч иде ка предњој капији виле и преко покретног моста који се затим затвара иза њега.
У The Twins (још једна DVloper игра), постоји опција да се и бака и деда појављују као додатни антагонисти, заједно са Бобом и Баком, што отежава игру. У овој игри, ако играч носи маску Слендрине и налази се у близини баке: љубавна срца ће се појавити око њене главе.
Све 3 Granny игре имају референце и ускршња јаја на претходну серију DVloper-а, Slendrina, као што је Слендринино дете које се појављује у Granny: Chapter Two и Слендринина мама у Granny. Али у Granny 3, потврђено је да је Слендрина бакина унука у опису игре.

## Наставци

### Granny: Chapter Two
Наставак, Granny: Chapter Two, објављен је за Андроид 6. септембра 2019, IOS следећег дана, и за Мајкрософт Виндовс 30. децембра исте године.
Слично као у првом делу, играч је поново заробљен у кући. Ова игра уводи још једног антагонисту, деду, који теже чује и неће бити упозорен на већину звукова. Играч има опцију да бира између баке или деде на нижим потешкоћама, за разлику од тежих потешкоћа као што су "Тежак" и "Екстремни" режим, у којима су обоје аутоматски присиљени.
У овој игри постоје нови предмети и оружје, а поред бекства од улазних врата, играч може побећи и хеликоптером или моторним чамцем. Два нова чудовишта такође представљају претњу за играча, џиновска хоботница и Слендринино дете. У почетку је добио позитивне критике.

### Granny 3
Други наставак, Granny 3, објављен је за Андроид 3. јуна 2021. и за Мајкрософт Виндовс 22. августа исте године.
Због Еплових политика објављивања, Granny 3 тренутно није доступна на iOS-у. DVloper је објаснио да Епл сматра игру „спамом“ због сличности са две претходне игре.
Као и у претходним играма, играча се поново налази да су га киднаповали бака и деда. Овог пута, придружује им се и њихова унука Слендрина, нови антагонист са понашањем које дели из њене серије. Овај део укључује нову мапу, нове предмете и нове загонетке, као и неке мање промене у понашању непријатеља, као што је деда који држи сачмарицу која функционише као далекометно оружје. Постоје 2 начина да побегнете из виле: предња капија и воз метроа. Ова игра је такође добила позитивне критике.

## Уклањање са Стима
Негде почетком маја 2022. све 3 игре су уклоњене са Стима, а разлог је још увек непознат. DVloper је твитовао да „ради на проблему“, али тренутно још увек нису враћени.

## Пријем
Игра је постала вирални хит на различитим платформама друштвених медија, поставши друга најгледанија мобилна видео игра у мају 2018. Оцењен је са 4,4 од 5 звездица на Гугл Плеј продавници, и 4,4 од 5 на App Store-у. Игра је такође изнедрила бројне фан-игре и копије. Игра има преко 100 милиона преузимања на Гугл Плеју.
Вилијам Левински из Indie Game Critic-а дао је игри 10 од 10 звездица, хвалећи њене контроле као „веома добро имплементиране“ и њене звучне ефекте као „звездане“, а такође је навео да је ефикасна у уплашивању играча. Нејли Џонсон из Common Sense Media дала је игрици негативну рецензију, дајући јој 2 од 5 звездица, изјавивши да се „осећа као прототип за завршенију апликацију“, и критикујући њену графику као „благу“, док је ипак открила да је било застрашујуће.